# Acorn Network Computer

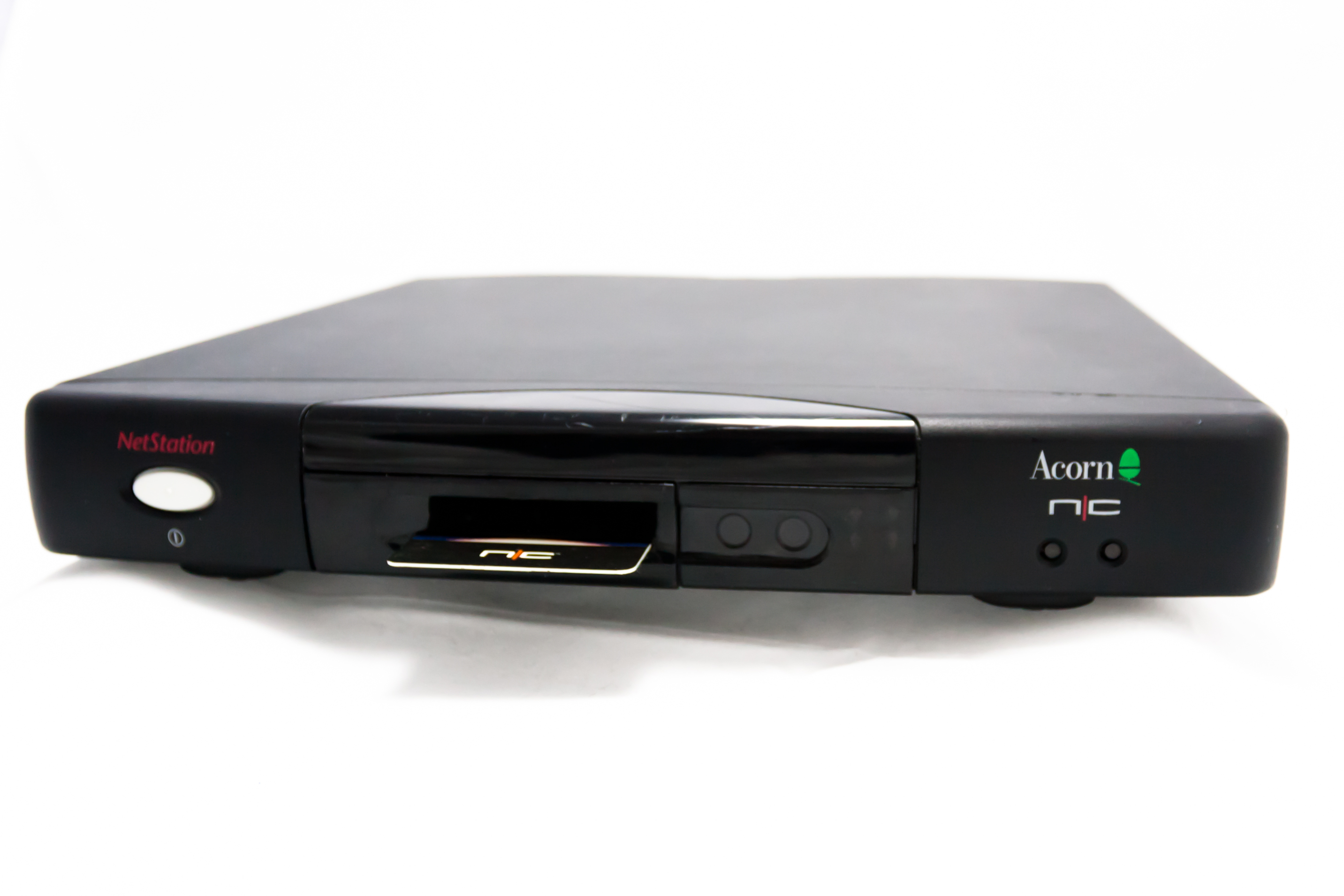
Acorn Network Computer

De Acorn Network Computer was een thin client die werd ontworpen en geproduceerd door Acorn Computers Ltd. Het was een implementatie van het Network Computer Reference Profile van Oracle Corporation. Sophie Wilson van Acorn leidde het initiatief. De Acorn Network Computer werd gelanceerd in augustus 1996. Het was een van de laatste computers die Acorn zou uitbrengen.
Het NCOS besturingssysteem dat ervoor gebruikt werd was gebaseerd op RISC OS en draaide op ARM hardware.